# Verraco de La Torre
El verraco de La Torre es una escultura de toro en piedra de origen vetón que aún no está datada, localizada en la localidad española de La Torre, en la provincia de Ávila (Castilla y León). De procedencia desconocida, aunque seguramente provenga de los yacimientos romanos del bajo imperio de la zona, se localizó formando parte de una pared de una casa derribada en la localidad. Sita en la actualidad en el atrio de la iglesia parroquial de Santo Tomás apóstol, la escultura —que mide 75 cm de longitud— carece de cabeza. Tiene pedestal con basa y soporte en extremidades anteriores y posteriores. En la grupa se aprecia el rabo, que se vuelve sobre el anca derecha .  El pedestal es semiligero.